# 幸福的小房間
《幸福的小房間》是日本漫畫家所創作的日本漫畫。

## 概要
2017年2月開始於免費的漫畫連載網站pixiv COMIC上進行不定期連載，2017年6月時點擊率已突破8000萬次。
2017年2月漫畫第一冊出版後不久即宣布再版，同年6月舉辦的【網路漫畫總選舉】中，本作獲得了第三名的佳績。
最初是以作為標題在Twitter上連載，《幸福的小房間》標題是在pixiv上發表後才改的，短時間內閱覽數就達到6200萬，並迅速決定出版。漫畫版本與網路版內容有不小的差異，作者做了很大的改寫。
2018年3月宣布本作將改編為真人電視劇，由朝日放送電視製作並於同年7月8日上演。

## 故事大綱
不幸的少女被綁架之後，與綁架犯朝夕生活在一起，也因此第一次感受到什麼是幸福。
少女答應與綁架犯結婚，綁架犯也表示會帶給少女幸福，但是至今人生都與幸福無緣的少女，面對慢慢改變的自己以及對她來說前所未有的幸福生活，又會做出怎樣的反應？

## 登場人物

### 主要人物
春/小哥哥（演員：上杉柊平(電視劇)）
聲優：（TVCM)
本作的主角。男性。每天過著跟蹤、偷拍某位少女的行為。
某天阻止了少女的自殺行為並綁架了她，自此與少女開始了異色的同居生活。有自覺自己是綁架犯，十分關心少女，為了讓捨棄了名字的少女獲得希望而給她取名為「幸」。並約定好等擺脫了警察的追緝與少女雙親後就與她結婚。
是個生活規律、擅長家務與料理的好青年。本人沒有自覺，但實際上是個美男子。有著多張他人的身分證照來偽造自己的身分。
幸（演員：山田杏奈(電視劇））
聲：水瀨祈（TVCM)
本作的女主角。14歲的少女，捨棄了雙親給的名字，而用哥哥給予的「幸」當作對自己的稱呼。
每天都遭受雙親的虐待，在學校也受到霸凌。本想自殺時被哥哥阻止與綁架。在相處後感受到了對方的優點與溫柔，於是決定在「逃過雙親與警察的追捕後就與他結婚」、「要是逃不了就一起赴死」。
因為飽受虐待的緣故而滿身都是傷痕，同時對恐懼、痛覺、與常識都顯得有所欠缺，也因為沒有朋友的緣故，而把小哥哥當成是自己唯一可以依賴的對象。

### 主角們的親屬
小哥哥的保護者
對小哥哥嚴格管教，是個溫柔善良的人。已故。
幸的母親
每天都虐待著幸，在幸失蹤後為了避免外界異樣的眼光而找偵探、警察幫忙尋找。
幸的父親
每天都喝得爛醉。有時會用酒瓶毆打幸。

### 松葉瀨偵探事務所
松葉瀨聖
松葉瀨偵探事務所所長，29歲，男性
本作重要配角，小時候因其母親有精神病而受到監禁虐待，並在最後一次虐待中被劃傷眼睛。
因為憧憬救出自己的警察而選擇當上了警察，後因發現與自己理念不同而辭職，轉當私家偵探，受幸的母親委託調查誘拐案件，上門拜訪時發現了幸被凌虐的痕跡決定找出事情的真相。
因為小時候的經歷讓他決定不想再讓別人受到跟他一樣的際遇，也因為身高特別矮，常被人誤認為是初中生。
八代涼太郎
松葉瀨的助手。
在松葉瀨偵探事務所就職半年，與松葉瀨一同追查幸的下落。
有在緊張時說出心裡話的習慣而在求職活動上屢屢失敗，但被松葉瀨以「有趣」為由而僱用。

## 出版書籍

### 本篇
| 卷數 | 史克威爾艾尼克斯 | 史克威爾艾尼克斯                                        | 東立出版社     | 東立出版社             |
| 卷數 | 發售日期         | ISBN                                                    | 發售日期       | ISBN                   |
| ---- | ---------------- | ------------------------------------------------------- | -------------- | ---------------------- |
| 1    | 2017年2月22日    | ISBN 978-4-7575-5264-7                                  | 2018年6月11日  | ISBN 978-957-26-1164-7 |
| 2    | 2017年7月22日    | ISBN 978-4-7575-5410-8                                  | 2018年10月15日 | ISBN 978-957-26-1165-4 |
| 3    | 2017年11月22日   | ISBN 978-4-7575-5526-6                                  | 2019年6月24日  | ISBN 978-957-26-1166-1 |
| 4    | 2018年3月22日    | ISBN 978-4-7575-5661-4                                  | 2020年1月20日  | ISBN 978-957-26-1167-8 |
| 5    | 2018年9月21日    | ISBN 978-4-7575-5849-6                                  | 2022年1月6日   | ISBN 978-957-26-1978-0 |
| 6    | 2019年2月22日    | ISBN 978-4-7575-6015-4                                  | 2022年4月22日  | ISBN 978-957-26-2994-9 |
| 7    | 2019年9月21日    | ISBN 978-4-7575-6221-9 ISBN 978-4-7575-6222-6（特裝版） | 2023年3月9日   | ISBN 978-957-26-8456-6 |
| 8    | 2020年6月22日    | ISBN 978-4-7575-6672-9                                  |                |                        |
| 9    | 2021年5月21日    | ISBN 978-4-7575-7262-1                                  |                |                        |
| 10   | 2022年5月20日    | ISBN 978-4-7575-7928-6                                  |                |                        |
| 11   | 2022年12月21日   | ISBN 978-4-7575-8319-1                                  |                |                        |

### 外傳
| 卷數 | 史克威爾艾尼克斯 | 史克威爾艾尼克斯       |
| 卷數 | 發售日期         | ISBN                   |
| ---- | ---------------- | ---------------------- |
| 1    | 2019年9月21日    | ISBN 978-4-7575-6221-9 |
| 2    | 2020年6月22日    | ISBN 978-4-7575-6672-9 |
| 3    | 2021年5月21日    | ISBN 978-4-7575-7263-8 |
| 4    | 2022年5月20日    | ISBN 978-4-7575-7929-3 |

## 電視劇

### 主要角色
- 幸：山田杏奈
- 哥哥：上杉柊平
- 形切診：戸塚純貴
- 幸的父親：清水伸（日语：清水伸）
- 谷本香奈実：わたなべ麻衣（日语：わたなべ麻衣）
- 工藤：赤座美代子（日语：赤座美代子）
- 毛利：大西信満（日语：大西信満）
- 真希：青井乃乃（日语：青井乃乃）
- 宮島：[齊藤渚] 错误：{{Lang}}：无效参数：|3=（帮助）（=LOVE）
- 迫田：佐佐木舞香（=LOVE）
- 幸的母親：雛形明子
- ：木下鳳華（日语：木下ほうか）

### 製作
- 原作：（GANGAN pixiv）
- 劇本：保木本真也
- 音樂：原田智英（日语：原田智英）
- 導演：本田隆一、玉澤恭平
- 製作人：飯田新（企劃）、山崎宏太、壁谷悌之、雜賀俊朗

## 外部連結
- 幸福的小房間 （页面存档备份，存于） - pixiv COMIC（日語）
- 幸福的小房間電視劇情報 （页面存档备份，存于） - GANGAN pixiv（日語）
- 幸福的小房間（朝日放送電視官網） （页面存档备份，存于）（日語）
- 幸福的小房間（朝日放送電視官方）的X（前Twitter）（日語）

| 日本 朝日放送電視台・朝日電視台 電視劇L | 日本 朝日放送電視台・朝日電視台 電視劇L        | 日本 朝日放送電視台・朝日電視台 電視劇L |
| --------------------------------------- | ---------------------------------------------- | --------------------------------------- |
|                                         | 幸福小房間 （2018年7月8日 - 9月23日）          |                                         |
| 聲Girl！ （2018年4月8日 - 6月10日）     | 深夜的糟糕戀愛圖鑑 （2018年10月7日 - 12月9日） |                                         |